# 劳赫海姆
劳赫海姆（德語：Lauchheim，發音：[ˈlaʊxˌhaɪm] ⓘ）是德国巴登-符腾堡州斯图加特行政区奥斯特阿尔布县的城市，面积40.86平方千米，2023年12月31日人口为4,905人。